# Burn Up Scramble
Burn Up Scramble (яп. バーンナップスクランブル) — аніме Хірокі Хаясі, зняте в 2004 році. Воно є римейком аніме-серіалів Burn Up W та Burn Up Excess. В аніме присутні елементи фансервісу. Головними героями в ньому є співробітниці секретного відділу поліції Ріо Кінедзоно, Мая Дзінґу та Ліліка Еветт.

## Персонажі
Ріо Кінедзоно (яп. 甲子園利緒) — головна героїня аніме. Професійно навчена рукопашному бою. Попри пошуки коханої людини, відкидає свого начальника.
Сейю: Меґумі Тойоґуті
Мая Дзінґу (яп. 神宮真弥) — Колега Ріо. Спокійна і розважлива дівчина. Вміє влучно стріляти з усіх видів вогнепальної зброї.
Сейю: — Ріе Куґімія
Ліліка Еветт (яп. リリカ・エベット) — боязка і нерішуча дівчина. Володіє екстрасенсорними сприйняттям. Дуже чутлива до алкоголю.
Сейю: — Ното Маміко
Юдзі Нару (яп. 鳴尾祐司) — начальник поліцейського департаменту. Намагається доглядати за Ріо, але кожен раз виявляється побитим. В останньому епізоді став її новим капітаном.
Сейю: — Хірокі Такахасі
Мацурі Тамаґава (яп. 多摩川祭) — кохана Юдзі. Без успіху намагається завоювати його любов. Ворогує з Ріо і вважає її своєю суперницею.
Сейю: — Ріе Танака
Капітан (яп. ウォーリアーズ隊長) — командир Ріо, Лілік та Мая. Зраджує їх з корисливих спонукань. В кінці усунута від управління.
Сейю: — Юко Каґата

## Список Епізодів
1. Warriors Strike at Dawn! (яп. ウォーリアーズ 暁に出撃す!!, Uōriāzu Akatsuki ni Shutsugekisu)
2. Defeat the Mobile-Robber Madgunder! (яп. 倒せ!! 強奪車両『マッドガンダー!!, Taose!! Gōdatsu Sharyō "Maddokandā!!)
3. Warriors, Five Seconds 'Til Detonation! (яп. ウォーリアーズ 爆死五秒前!!, Uōriāzu Bakushi Gobyō Mae!!)
4. Crash! Seventy Thousand Kilometers in Tokyo! (яп. 激突!! 大東京7万km!!, Gekitotsu!! Dai Tōkyō 7-man kiromētoru)
5. Dust Explosion of Love and Sorrow! (яп. 愛と哀しみの粉塵爆破!!, Ai to Kanashimi no Funjin Bakuha!!)
6. Western Sapporo - A Hell at Shiretoko! (яп. ウェスタン札幌 ～知床地獄篇～, Uesutan Sapporo～Shiretoko Jigokuhen～)
7. Shot Down! Nightmare at Airport 2023 (яп. 撃墜 悪夢のエアポート2023, Gekitsui  Akumu no Eapōto 2023)
8. Super Message from Deep Space! (яп. 大銀河からの超メッセージ, Daiginga kara no Chō Messēji)
9. The Black Seajack! Crash Over the Ocean! (яп. 黒いシージャック!! 海上大激突!!, Kuroi Shījakku!! Kaijō Daigekitotsu)
10. Destruction of Great Tokyo! Farewell Warriors! (яп. 大東京全滅!～ さらばウォーリアーズ!!, Dai Tōkyō Zenmetsu!～Saraba Uōriāzu!!～)
11. Last Match, Warrior's Super Battle! (яп. ラストマッチ ウォーリアーズ超決戦!!, Rasuto Macchi  Uōriāzu!! Chō Kessen!!)
12. Go Warriors! To Infinity and Beyond! (яп. 行けウォーリアーズ!! 永遠の果てに!!, Ike Uōriāzu!! Eien no Hate ni!!)